# Przesmyk Panamski
Przesmyk Panamski (hiszp. Istmo de Panamá), dawniej zwany Złotą Kastylią (hiszp. Castilla de Oro) lub Tierra Firme – pas lądu powstały ok. 3 mln lat temu w środkowym miocenie, łączący Amerykę Północną i Południową. Najwęższa część kontynentu. Ciągnie się od granic Kostaryki poprzez Panamę aż do granic Kolumbii. Oddziela Morze Karaibskie (Ocean Atlantycki) od Zatoki Panamskiej na Oceanie Spokojnym. Długość ok. 640 km, szerokość od 47 do 192 km.
W czasach kolonialnych był przedmiotem sporów między Hiszpanami i Anglikami. Na przełomie XVII i XVIII w. we wschodniej części przesmyku miała miejsce nieudana próba założenia szkockiej kolonii. W 2. połowie XIX wieku, po odkryciu złota w Kalifornii, przez Przesmyk Panamski przeprowadzono linię kolejową. Od 1914 przecięty Kanałem Panamskim.